# Hymenophyllum crassipetiolatum
Hymenophyllum crassipetiolatum là một loài thực vật có mạch trong họ Hymenophyllaceae. Loài này được Stolze miêu tả khoa học đầu tiên năm 1976.